# Джаханбани, Надер
Надер Джаханбани (перс.  نادر جهانبانی‎; 16 апреля 1928, Тегеран — 13 марта 1979, Тегеран) — генерал иранских имперских военно-воздушных сил Азербайджанского (тюркского) происхождения и заместитель командующего ВВС в период правления шаха Мохаммеда Реза Пехлеви. Принц дома Каджаров.
Он был лидером «Golden Crown», авиационной пилотажной группы имперских ВВС Ирана. Его прозвали «голубоглазым генералом Ирана». По многим оценкам, генерал Джаханбани считается одним из лучших и самых способных пилотов своего времени.

## Биография
Надер Джаханбани родился в семье, где военная карьера была традицией среди представителей мужского пола. Его отец Аманулла-мирза Джаханбани принадлежал к династии Каджаров и был праправнуком Фетха Али-шаха; служил в Персидской казачьей бригаде вместе с будущим шахом Резой Пехлеви. Мать Елена Касминская была русской дворянкой родом из Санкт-Петербурга. У Надера было два брата: Парвиз, который был офицером императорских иранских морских пехотинцев, и Хосров, который был женат на принцессе Шахназ Пехлеви. Аманулла-мирза был известным военачальником в период правления шаха Реза Пехлеви. После его отречения в 1941 году, он занимал несколько видных постов в администрации шаха Мохаммеда Реза Пехлеви, неоднократно избирался в Сенат (верхняя палата иранского меджлиса).

### Военная карьера
Надер Джаханбани был очень известен и популярен среди офицеров и курсантов училища военно-воздушных сил. Позже он был назначен руководителем спортивных организаций Ирана.
После свержения монархии в 1979 году, новые власти начали репрессии против видных чиновников и армейских руководителей прежнего режима. Исламский революционный суд под председательством Садека Хальхали вынес генералу Джаханбани смертный приговор, и 13 марта 1979 года он был расстрелян в тюрьме Каср. Вместе с ним были казнены генерал шахской гвардии Парвиз Амини-Ашфар, руководитель национального радио и телевидения Махмуд Джафариан, редактор новостного отдела телерадио Парвиз Никха и ещё несколько военных и сотрудников САВАК.
В своих мемуарах аятолла Хальхали пишет, что он решил казнить Джаханбани потому, что он имел большое влияние в армии, а также состоял в семейных отношениях с династией Пехлеви. Он назвал Джаханбани предателем народа Ирана и заявил, что иранцы не захотят, чтобы такие люди были среди них. Хальхали также признался, что кроме этого ни Джаханбани, ни премьер-министр Ховейда никогда никому не причинили вреда.